# Von Hertzberg

Von Hertzberg is een van oorsprong Pommerse familie waarvan een lid in 1980 werd ingelijfd in de Nederlandse adel.

## Geschiedenis
De stamreeks begint met Joachim von Hertzberg die rond 1460 leefde. In 1786 werd een van diens nakomelingen, Ewald Friedrich, verheven tot Pruisisch graaf; enkele maanden later gebeurde hetzelfde voor diens broer, Friedrich Wilhelm. In 1914 werd aan nakomelingen van de natuurlijke zoon van de laatste vergunning verleend de titel van graaf/gravin von Hertzberg te blijven voeren.
In 1975 verzocht een nakomeling van de genoemde Joachim, drs. Nikolaus Wilhelm Dietrich Carl von Hertzberg (1925-2007), om te worden ingelijfd in de Nederlandse adel. Dit verzoek werd op 4 juli 1977 door het Ministerie afgewezen, na een negatief advies van de Hoge Raad van Adel. De grootvader en vader van betrokkene zouden hebben nagelaten eerder om inlijving te verzoeken, en daardoor zou het recht hiertoe zijn ‘verwerkt’. Na een ingesteld beroep heeft de Afdeling Rechtspraak van de Raad van State dit besluit op 18 april 1978 vernietigd wegens strijd met beginselen van behoorlijk bestuur.
Bij KB van 8 april 1980 is hij vervolgens ingelijfd met het predicaat jonkheer. In een volgende procedure heeft Von Hertzberg geprobeerd de titel van graaf te verwerven. Bij uitspraak van de Raad van State van 27 januari 1981 is dit verzoek afgewezen omdat de titel van graaf verleend was aan anderen dan aan de rechtstreekse voorouders van deze Nederlandse von Hertzberg. Zie De Nederlandsche Leeuw 1981 p 251-258.